# Lendenwirbel

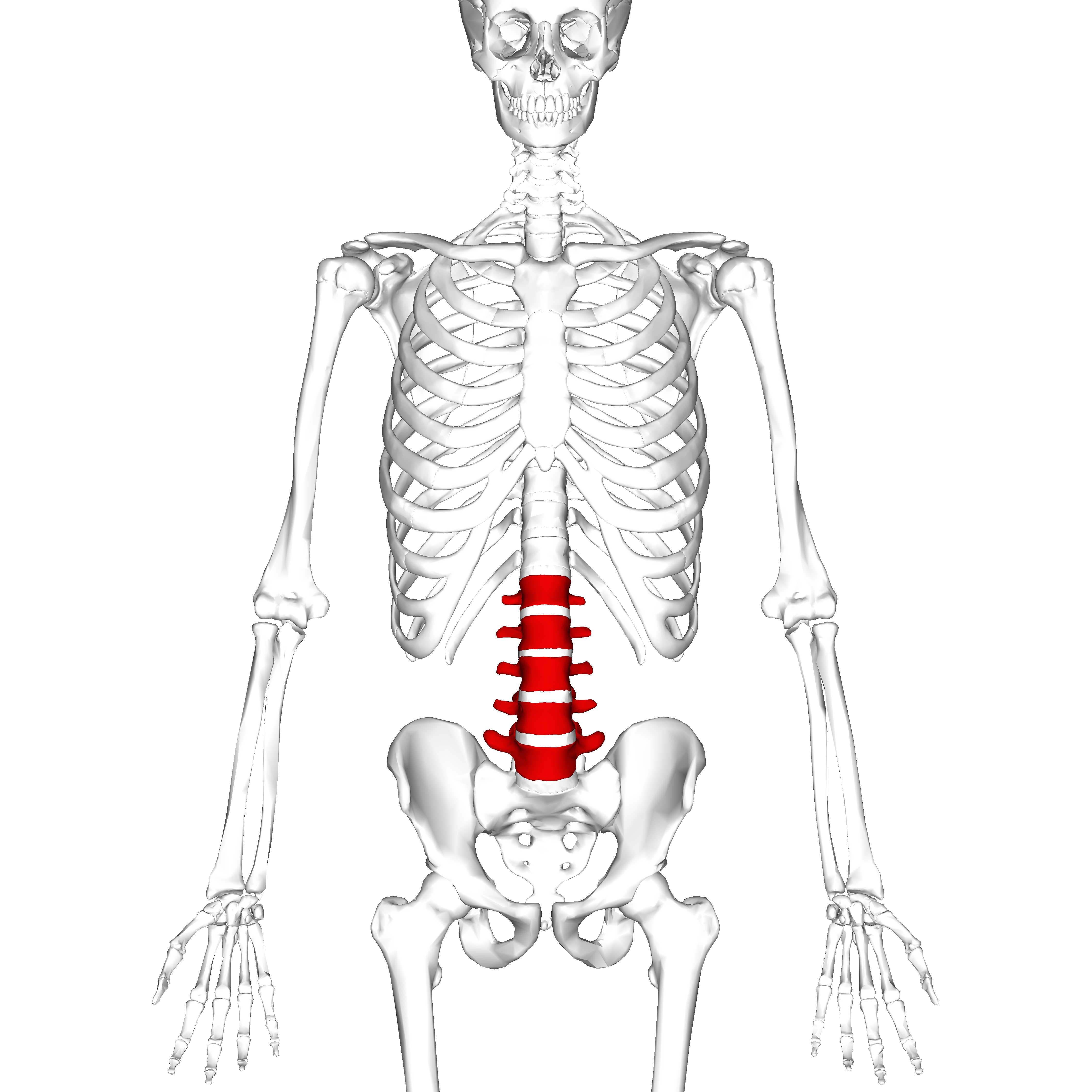
Position der Lendenwirbel (rot), die fünf Knochen L1, L2, L3, L4 und L5 (v. o. n. u.)

Die Lendenwirbel (Vertebrae lumbales) bilden den Lendenabschnitt der Wirbelsäule, der auch als Lendenwirbelsäule bezeichnet wird. Der Mensch besitzt fünf, Huftiere zumeist sechs und Raubtiere sieben Lendenwirbel. Bei Vögeln sind die Lendenwirbel mit dem Kreuzbein zum Synsacrum verwachsen.

## Aufbau

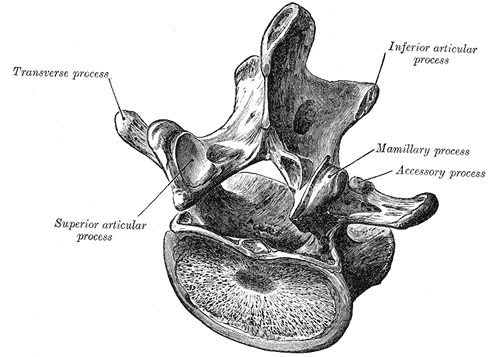
Lendenwirbel des Menschen

Der Wirbelkörper (Corpus vertebrae) ist etwa zylindrisch. Der Wirbelbogen (Arcus vertebrae) beginnt mit relativ kräftigen Füßchen (Pediculi arcus vertebrae), die an der Oberseite (bei Tieren Vorderseite) und Unterseite (Hinterseite) jeweils eine Einkerbung zeigen (Incisura vertebralis superior bzw. inferior, bei Tieren Incisura vertebralis cranialis bzw. caudalis). Beide Füßchen vereinigen sich in der Lamina arcus vertebrae und bilden somit das Wirbelloch (Foramen vertebrale).  
Auf dem Wirbelbogen sitzt ein kräftiger Dornfortsatz (Processus spinosus). Nach unten entspringt beim Menschen vom Wirbelbogen der Hilfsfortsatz (Processus accessorius), der bei Raubtieren ebenfalls vorkommt, jedoch entsprechend nach hinten zeigt.
Am Wirbelbogen erhebt sich oben und unten (bei Tieren vorn und hinten) beidseitig ein Gelenkfortsatz Processus articularis superior/cranialis und inferior/caudalis zur gelenkigen Verbindung mit dem Nachbarwirbel. Seitlich ist dem oberen/vorderen Gelenkfortsatz eine Verdickung, der Zitzenfortsatz (Processus mamillaris) (entsteht aus Querfortsatz - processus transversus), benachbart.
Der beidseits zur Seite zeigende Rippenfortsatz (Processus costalis) ist bei Lendenwirbeln relativ lang.

## Funktion
Die Lendenwirbelsäule trägt die ganze Last des Rumpfes und gibt das Gewicht an das Kreuzbein weiter.